# Семиотический квадрат

Семиотический квадрат

Семиотический квадрат (фр. carré sémiotique, англ. semiotic square/rectangle) в Парижской семиотической школе А. Ж. Греймаса — диаграмма, визуально представляющая элементарную структуру значения, восходящая к логическому квадрату Аристотеля.
Это логическое выражение любой семантической категории. Эта элементарная структура определяется тремя отношениями:
1. Отношение противоположности — на схеме горизонтальные стороны квадрата. Значение рассматривается прежде всего как продукт оппозиции: не может быть «верха» без «низа», «добра» без «зла». Чтобы находиться в оппозиции или в отношении противоположности (контрарности), два термина (часто обозначаемые как S1 и S2) должны иметь некоторую общую черту, например, «горячее» и «холодное» имеют общее понятие температуры; здесь температуру можно назвать сложным термином. «Высокое» и «низкое» имеют общее понятие вертикальности, их сложный термин — это вертикальность. Таким образом, S1 предполагает существование S2.
2. Противоречие — на схеме диагонали квадрата. Чтобы перейти от S1 к S2, потребуется прежде всего отрицание S1 (обозначается ~S1). Например, чтоб перейти от «верха» к «низу», потребуется переход на «не-верх». «Не-верх» (~S1), таким образом, становится противоречащим термином. Если S1 — это «добро», то ~S1 — это «не-добро». Если S2 — это «зло», то ~S2 это «не-зло».
3. Импликация, или комплементарность — вертикальные стороны квадрата. Это отношение основано на связи между термином и отрицанием его противоположного: «добро» подразумевает «не-зло», «верх» предполагает «не-низ». Оно эквивалентно акту утверждения, демонстрируя внутреннюю связность значения. Ведь если «добро» не предполагает «не-зла», то члены нашей пары «добро/зло» со своими противоречиями относятся к разным семантическим категориям. S1 и ~S2 или S2 и ~S1, таким образом, определяются как комплементарные термины.
Семиотический квадрат может быть использован как инструмент анализа не только индивидуальных семантических понятий, но также и бо́льших единиц значения, таких, как абзацы и целые тексты. В этом случае фундаментальные семантические оппозиции, лежащие в основе данной единицы, должны быть извлечены и помещены в позиции S1 и S2.